# The Academy
The Academy était une revue publiée en de 1869 à 1902 à Londres.

## Historique
The Academy était une revue traitant de sujets littéraires et généraux, publiée à Londres de 1869 à 1902, fondée par Charles Appleton.

La première publication date du 9 octobre 1869 sous le titre The Academy: A Monthly Record of Literature, Learning, Science, and Art. Elle a été publiée mensuellement d'octobre 1869 à janvier 1871, passe bimensuel de février 1871 à 1873 et hebdomadaire de 1874 à 1902 sous les titres The Academy : A Weekly Review of Literature, Science, and Art, ensuite The Academy: A Weekly Review of LIterature and Life. Le dernier numéro 1549 parait le 11 janvier 1902. The Academy est associée alors avec le périodique Literature, devenant The Academy and Literature.
Contre la coutume de l'époque qui voulait que la publication des articles soit anonyme, The Academy a toujours fourni les noms des auteurs. Dans les premières années, Edmund Gosse, George Saintsbury et Henry Sidgwick ont fait partie des collaborateurs de la revue. En règle générale, The Academy n'a pas publié de travaux signés. Après son rachat par John Morgan Richards en 1896, un prix était attribué  par le comité éditorial sous la direction de Charles Lewis Hind.
De 1902 à 1916, The Academy and Literature a connu un grand nombre de propriétaires, de directeurs, de rédacteurs : C. Lewis Hind (1902-1903), William Teignmouth Rivage (1903-1905), P. Anderson Graham  et de rédacteurs adjoints : Harold Hannyngton (1905-1906), Lord Douglas (1907-1910), Cecil Cowper (1910-1915), Henry Savage (1915) et T. W. H. Crosland (1915-1916).

## Directeurs de rédaction
- Charles Appleton (1869-1878)
- Charles Doble (1878-1880)
- James S. Coton (1881-1896) et Henry Bradley (1884-1885)
- C. Lewis Hind (1896-1903), y compris sa direction éditoriale de The Academy and Literature.

## Contributeurs notables
- Edmund Gosse,
- Sarah Morgan Bryan Piatt,
- George Saintsbury (en),
- Henry Sidgwick,

## Prix
En janvier 1899, Joseph Conrad a reçu un prix de 50 guinées de l'Académie pour sa nouvelle Jeunesse  et son recueil de nouvelles Inquiétude.